# Muhtasib

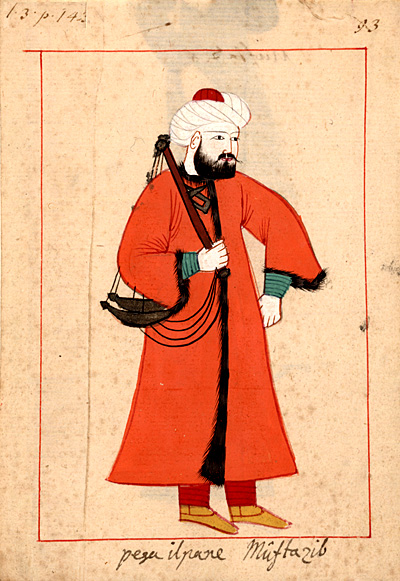
Muhtasib

Un muhtasib (árabe: مُحْتَسِب ; también en castellano almotacén, mediante el andalusí) era un funcionario medieval musulmán encargado de regular el comercio, baños públicos, seguridad y circulación de vehículos según lo que ordenaba la sharia
El muhtasib se ocupaba de hacer de mediador en las disputas urbanas de la ciudad árabe.